# 冯茂 (1921年)
冯茂（1921年—1997年2月6日），字实甫，男，宁夏盐池人，中华人民共和国政治人物，曾任宁夏回族自治区人大常委会副主任，第三、六届全国人大代表。